# Linie následnictví černohorského trůnu
Následnictví černohorského trůnu se do zrušení monarchie v roce 1918 (1921) řídilo princem agnatické primogenitury, stejný systém následnictví byl za dob monarchie používán v sousedním Srbsku. Od zrušení monarchie se tohoto systému využívá k určení hlavy rodu Petrović-Njegošů a pretendenta trůnu. Následníkem trůnu a králem se mohl stát pouze mužský příslušník domácího rodu Petrović-Njegošů resp. mužský potomek krále Nikoli a stejně tak potomků jeho bratranců dle řádu primogenitury. Takto bylo následnictví trůnu zakotveno i v ústavě Černé Hory z roku 1905.
V roce 2011 byl v Černé Hoře přijat zákon, který rehabilituje černohorskou královskou rodinu Petrović-Njegošů a uznává její roli ve společnosti a oficiální postavení hlavy rodu jako reprezentanta země, kterým je v současnosti princ Nikola Petrović-Njegoš, který je primogeniturním pravnukem krále krále Nikoli I.

## Současná linie následnictví
Linie následnictví černohorského trůnu:
- JV Nikola I. (1841–1921)
  - Jkv Mirko Dmitrij Petrović-Njegoš (1879–1918)
    - Jkv Michael (1908–1986)
      -  Jkv korunní princ Nikola (*1944)
        - (1) Jkv princ Boris (*1980)